# Joturus pichardi
Joturus pichardi är en fiskart som beskrevs av Poey, 1860. Joturus pichardi ingår i släktet Joturus och familjen multfiskar. Inga underarter finns listade i Catalogue of Life.